# Dunaföldvár
Dunaföldvár (Duits: Donaufeldburg) is een stad in Hongarije, gelegen 20 km ten zuiden van de stad Dunaújváros, die "nieuwe stad aan de Donau" wordt genoemd.
Om de overgang over de Donau te beschermen, werd hier in de 16e eeuw een burcht gebouwd. Vanaf deze weg is de toren van de vierhoekige burcht te zien. In deze toren is een museum ingericht dat aandacht besteedt aan de plaatselijke geschiedenis.
Over de Donaubrug loopt weg nº 52 in oostelijke richting naar de Grote Hongaarse Laagvlakte (Alföld) en Kecskemét.